# زهرة المرجان الشقارية
زهرة المرجان الشقارية أو الكِنْدِيَة الشقارية هو نوع من النباتات المزهرة في الفصيلة البقولية من جنس زهرة المرجان وهو متوطن في جنوب غرب أستراليا الغربية. هي شجيرة ملتفة أو متسلقة أو سجدة ذات أوراق ثلاثية وأزهار برتقالية زهرية وحمراء وزهرية تشبه البازلاء.